# 吳威廉
吳威廉牧師（英語：Rev. William Gauld，1861年2月25日—1923年6月13日），是出身加拿大安大略省倫敦市的台灣基督長老教會傳教士、教會建築設計師及神學教育家。

## 生平

### 早年
1861年2月25日，吳威廉出生於加拿大安大略倫敦市西敏鎮；該地鄰近馬偕故鄉牛津郡。他的父親是一位農夫兼木匠，他的母親和其他親人都是虔誠的長老會清教徒。
1880年，馬偕返回家鄉報告在臺傳教情況，吳威廉深受感動並立志成為海外宣教士。他曾在高中畢業後於小學擔任教師以籌措資金，隨後進入多倫多大學主修數學復進入諾克斯神學院（英語：Knox College）就讀。畢業後，他向加拿大海外宣道會申請成為海外宣教士。
1892年8月17日，他與Margaret Mellis（漢名吳瑪利）結婚。

### 傳道臺灣
1892年10月23日，吳威廉牧師偕同妻子乘「福建號」輪船抵淡水港；馬偕親自率領家人和學生到碼頭相迎。  
1893年，吳牧師在馬偕再次返鄉後暫時接掌其宣教事業，其中包括教會、神學院及醫院。
在乙未戰爭發生時，他負責守護淡水地區宣教產業。
1899年，他在獲准休假歸鄉後被緊急召喚回臺；不久，馬偕在將宣教事業託付與他後逝世。此後，他將北部台灣基督長老教會逐漸轉型體制化，並協助創建北部教會議會制度成立「台北長老中會」；此外，他還與宋雅各醫師一同協助將宣教中心從淡水遷移到臺北「牛埔庄」（今雙連附近），在當地興建馬偕紀念醫院及台北神學院。

### 晚年
吳威廉牧師在晚年因心臟問題身體日漸衰弱。1923年6月13日，他在淡水過世；隔日，他被安葬於淡江中學外僑墓園。

## 其他經歷
- 二度擔任台北神學校校長並在該校教授《新約聖經》。[2]
- 臺灣總督府建築顧問[7]

## 作品

### 建築設計
- 淡水英國領事館領事官邸兩側迴廊（1899年）
- 馬偕墓（1901年）
- 姑娘樓（1906年）
- 牧師樓（1909年）
- 婦學堂（1910年）
- 北投教會（1912年）
- 臺北馬偕醫院（1912年）
- 臺北馬偕醫院宿舍（1912年）
- 大稻埕教會（1915年）
- 淡水高等女學校（1916年）
- 宜蘭禮拜堂（1916年）
- 臺北神學校（1918年）
- 新竹教會禮拜堂（1922年）
- 基督教會禮拜堂（1922年）
- 鳳林教會禮拜堂（1922年）[1][9][10]

### 其他
- 臺灣總督府鐵道部列車時刻表[7]

## 軼事
- 吳威廉熱愛數學，曾數次協助台北鐵路局的火車時刻表演算，對方則以鐵路全程免費通行證作回報。[11]
- 吳威廉以嗜食米粉出名。其口頭禪「米粉炒，吃到飽」便是由此而來。[2][11]

## 紀念
- 「吳威廉紀念館」（臺灣神學院行政大樓兼教室）[2]